# Philippistes

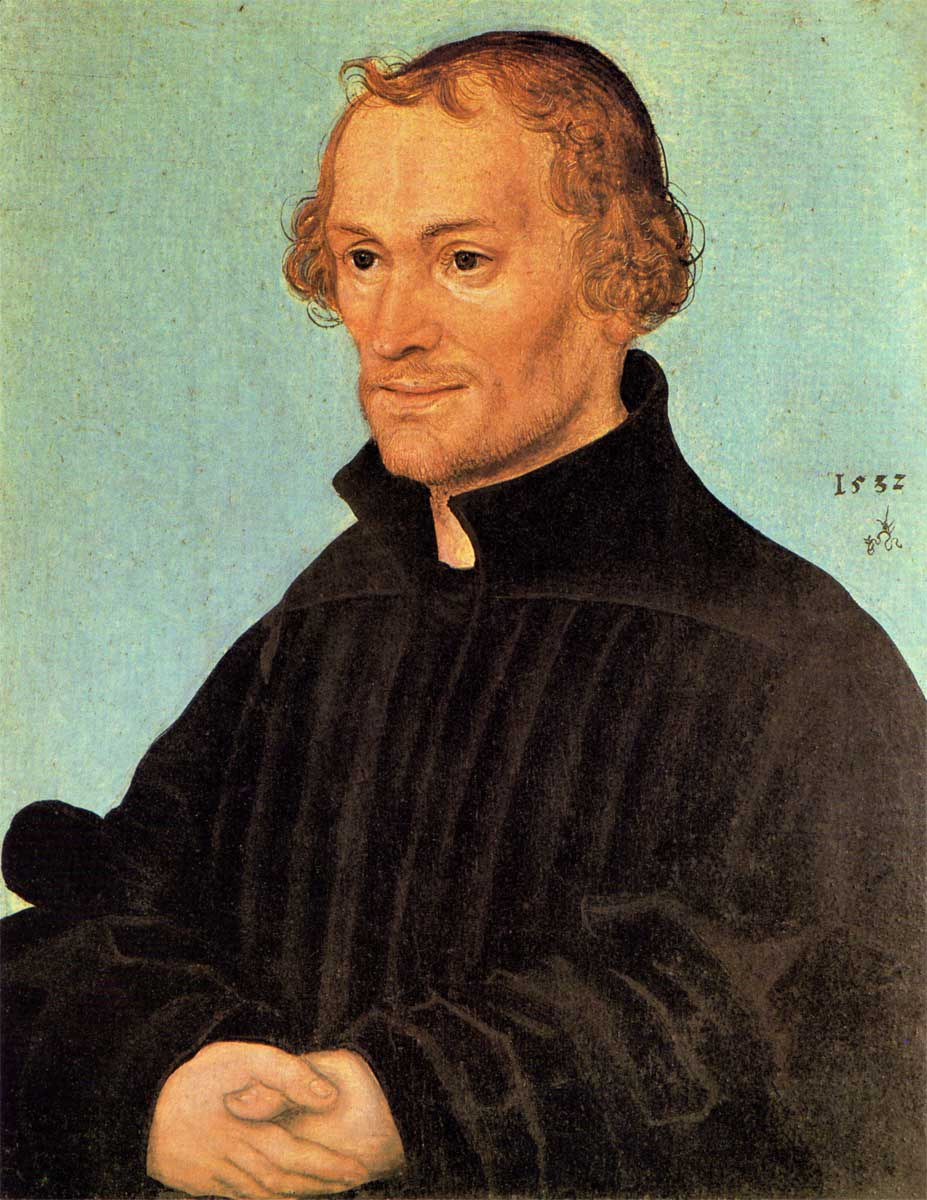
portrait de Philippe Mélanchthon en 1532

On appelle philippistes (ou mélanchthoniens, ou adiaphoristes) les partisans de la doctrine du réformateur allemand Philippe Melanchthon, et plus particulièrement un groupe de théologiens qui s'est formé à partir de querelles doctrinales internes aux protestants au xvie siècle.

## Histoire
En 1548, l'empereur Charles Quint et les États protestants concluent l'interim d'Augsbourg, et en Saxe, une variante en est proposée, connue sous le nom d'Articles de Leipzig ou intérim de Leipzig. Cela déclenche une série de disputes entre théologiens protestants, portant sur six points de désaccord : la querelle adiaphoriste, la querelle majoriste, la querelle antinomiste, la querelle synergique, la querelle osiandrique et une deuxième querelle sur la Cène. Les partisans de Martin Luther se divisent alors en philippistes, modérés, et en gnésioluthériens orthodoxes.
Pour les philippistes, la question centrale est de savoir de quelle façon les actes cultuels doivent être pratiqués. Les philippistes acceptent que le culte protestant conserve certaines particularités liturgiques de l'Église catholique.
Ils sont considérés comme des médiateurs entre les fronts confessionnels du luthéranisme et du calvinisme. Depuis la conclusion de la Formule de Concorde, les adversaires les plus virulents des philippistes sont les gnésioluthériens. Ces derniers reprochent aux philippistes de contribuer sciemment, par leur ligne de conduite, à l'établissement du réformisme, et les classent parmi les « crypto-calvinistes (en) ». Le courant perd alors en influence et en adeptes, dont des princes qui se tournent vers le calvinisme.

## Diffusion
Leur synthèse œcuménique modérée des doctrines de Martin Luther et de Jean Calvin a trouvé un écho à travers l'Empire entre les années 1550 et 1570. En Bohême, en Basse-Silésie et en Haute-Lusace, la noblesse protestante y reste attachée pendant les premières persécutions d'Auguste de Saxe sur son territoire. En témoigne un retable de Jawor qui représente Philippe Melanchthon en confesseur bienveillant auprès duquel les nobles seigneurs de la ville attendent leur tour pour lui être présentés.
Le mouvement compta parmi ses partisans les théologiens Georg Major (en), Andreas Osiander, Caspar Peucer, Caspar Cruciger le Jeune (en), et Alexander Alesius, l'astronome Tycho Brahe, et chez les princes Philippe Ier de Hesse, Guillaume IV de Hesse-Cassel et Christian Ier de Saxe.